# Ígor Lediàkhov
Ígor Lediàkhov (Sotxi, Unió Soviètica, el 22 de maig de 1969) és un futbolista rus, ja retirat. Jugava de migcampista.

## Carrera
Format en el Torpedo Taganrog, el seu primer equip important va ser l'SKA Rostov-on-Don, on debuta el 1988. Només passa un any abans que fitxe pel Dniprò Dnipropetrovsk, on solament disputa cinc partits per canviar de nou al Rotor Volgograd. El 1992 s'incorpora a un dels grans de la lliga russa, l'Spartak de Moscou. Lediàkhov romandria dos anys a l'equip capitalí, on guanyaria tots els títols de la seua carrera: les lligues del 1992, 1993 i 1994, la Copa de la CIS del 1992 i la Copa de Rússia de 1994.
Després del bon paper amb la seua selecció, Lediàkhov deixa Rússia i fitxa per l'Sporting de Gijón, el club més representatiu de la seua carrera, on romandria fins a vuit temporades, tant a Primera com a Segona Divisió, tot descomptant un parèntesi a 1998 en el qual va jugar amb el Yokohama Flugels japonès (23 partits i 15 gols). Amb els asturians, per contra, va disputar més de dos-cents partits i va marcar una quarantena de gols.
El 2003 fitxa per la SD Eibar on tot just apareix en 19 partits (un gol) abans de penjar les botes.

## Selecció
Lediàkhov va ser internacional tant amb la selecció de futbol de la CEI, continuadora de la Unió Soviètica, com amb la selecció de futbol de Rússia. Amb la primera va jugar set partits el 1992 (un gol), i amb la segona va comptar nou internacionalitats entre el 92 i 1994. Precisament, Lediàkhov va formar part del combinat rus que va acudir al Mundial dels Estats Units 1994.

## Entrenador
La trajectòria de tècnic de Lediàkhov s'inicia el 2007 com a director esportiu del Rostov. El 2008 fitxa per l'Spartak de Moscou, on primer s'ocupa de l'equip juvenil abans de donar el salt al primer conjunt.